# Andreas P. Nielsen
Andreas Pultz Nielsen (8. maj 1953 i Kolding – 4. juni 2011), var en dansk forfatter, radiovært, sangskriver, komponist og kapelmester i folkemusikorkestret Dræsinebanden.
Andreas P. Nielsen var gift med sangerinden og komponisten, Inge-Marie Nielsen, med hvem han havde orkestret Dræsinebanden. Orkestret startede i 1988, og har kørt succesfuldt siden med over 800.000 solgte plader og koncerter over hele landet.
Ægteparret Andreas P. og Inge-Marie Nielsen drev sammen en musik- og kulturcafé på Ærø, Café Dræsinen, der hver sommer afholder en stribe koncerter med kendte, folkelige kunstnere.
Andreas P. Nielsen har været brugt som radio- og tv-konsulent om Sprogø grundet sin indgående viden og research om øen og kvindehjemmet på Sprogø, som to af hans bøger bl.a. handler om (Cicerone – en pige på Sprogø og Cicerones datter)

## Bogudgivelser
- Cicerone – en pige på Sprogø
- Cicerones datter
- Bag mange facader
- Men alle sang om livet
- Sjælens dæmomer
- Sjælens dæmoner 2
- Helge
- Andreas på spil

Sidstnævnte bogtitel omhandler Andreas P. Nielsens mangeårige virke som radiovært på DR Fyns radioprogram Andreas på spil, hvor han siden 1996 har haft mange kendte gæster med, bl.a. Poul Nyrup Rasmussen, Lise Nørgård, Anker Jørgensen, Poul Schlüter, Lone Hertz, Ib Mossin, William Rosenberg og en bred vifte af dansk musiklivs mest folkekære musiktalenter.